# Stegnosperma
Stegnosperma — рід квіткових рослин, що складається з трьох видів деревних рослин, що поширені в Карибському басейні, Центральній Америці та пустелі Сонора. Це кущі чи ліани, з аномальним вторинним потовщенням у зрілих стеблах послідовним камбієм.
Листки чергові, цілісні, 2–5 см завдовжки, звужені з обох кінців. Квітки дрібні (5–8 мм), п'ятичленні, з білими пелюсткоподібними чашолистками. Вони розташовані короткими китицями, зазвичай не більше 10 см завдовжки, у S. watsonii коротші. Плід — коробочка діаметром 5—8 мм, містить дрібне (2—3 мм) чорне насіння з помітною червонуватою вушкою. Зазвичай цей рід розглядався як належний до родини Phytolaccaceae, але система APG і система APG II 2003 року вважають його єдиним родом своєї родини, Stegnospermataceae, і відносять його до порядку Caryophyllales.
Turner та ін. припускають, що S. halimifolium і S. watsonii насправді є тим самим видом, зауваживши, що зразки з узбережжя затоки Сонора мають проміжні характеристики. Незалежно від того, чи є вони одним або двома видами, вони локально поширені вздовж Каліфорнійської затоки, де вони зустрічаються на узбережжі та деяких внутрішніх водах, завжди на низьких висотах (менше 600 м).